# Pretoria Castle (Schiff, 1948)
Die Pretoria Castle (II) war ein Passagierschiff der britischen Union-Castle Line, das 1948 in Dienst gestellt wurde. Das 1966 als S. A. Oranje an Safmarine verkaufte Schiff blieb bis 1975 in Fahrt und wurde anschließend in Taiwan abgewrackt.

## Geschichte
Die Pretoria Castle wurde unter der Baunummer 1332 bei Harland & Wolff in Belfast gebaut und am 19. August 1947 zum Stapel gelassen. Nach der Übernahme am 10. Juli 1948 wurde das Schiff im Liniendienst von London nach Durban in Dienst gestellt. Die Pretoria Castle war zusammen mit ihrem baugleichen Schwesterschiff Edinburgh Castle der erste Neubau der Union-Castle Line nach dem Zweiten Weltkrieg.
Im Juni 1953 nahm die Pretoria Castle in Spithead an einer Flottenparade anlässlich der Krönung von Elisabeth II. im Monat zuvor mit geladenen Gästen an Bord teil. 1962 erhielt das Schiff eine Modernisierung. Dabei wurde unter anderem auch der Hauptmast entfernt und durch einen neuen Mast auf der Brücke des Schiffes ersetzt. Der Vordermast wurde bis zur Höhe des Schornsteins gekürzt.
Nach 18 Jahren im Dienst für Union-Castle ging das Schiff 1966 zusammen mit der 1961 in Dienst gestellten Transvaal Castle in den Besitz von Safmarine über, die es in S. A. Oranje umbenannten und weiter auf seiner alten Dienststrecke einsetzten.
1975 wurde die S. A. Oranje nach 27 Dienstjahren ausgemustert und zum Abbruch nach Kaohsiung verkauft, wo sie am 2. November 1975 eintraf. Die Edinburgh Castle blieb noch ein Jahr länger in Fahrt und wurde anschließend ebenfalls in Kaohsiung abgewrackt.